# Лебедевка (посёлок, Ленинградская область)
Лебедевка (до 1948 — Оравала, Кууппола, фин. Oravala, Kuupola) — посёлок в Красносельском сельском поселении Выборгского района Ленинградской области.

## История
До войны на южном берегу озера Пуннусярви располагались несколько небольших деревень: Мюхкюриля, Оравала и Саавола, под общим названием Саустала.
В настоящее время Мюхкюриля, Оравала и Саавола необитаемы и не имеют русских названий, а на месте деревни Кууппола находится посёлок Лебедевка.

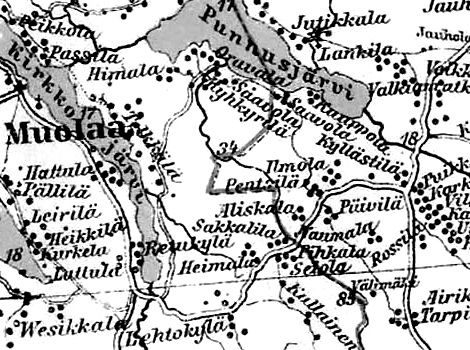
Деревни Кууппола, Мюхкюриля и Саавола на финской карте 1923 года

В 1936 году деревня Оравала занимала площадь 225,05 км2 , из которых 60,43 га составляли пашни, 7,47 га луга и 156,66 га леса.
До 1939 года деревня Оравала входила в состав волости Муолаа Выборгской губернии Финляндской республики. 
С 1 января 1940 года по 30 сентября 1948 года — в составе Пяйвильского сельсовета Раутовского района.
С 1 июля 1941 года по 31 мая 1944 года — финская оккупация. 
С 1 октября 1948 года — в составе Коробицинского сельсовета Сосновского района.
С 1 января 1949 года деревня Оравала учитывается административными данными как посёлок Лебедевка
С 1 июня 1954 года — в составе Мичуринского сельсовета. В 1954 году население посёлка составляло 138 человек.
В 1958 году население посёлка составляло 15 человек.
С 1 декабря 1960 года — в составе Коробицинского сельсовета Рощинского района.
С 1 февраля 1963 года — в составе Выборгского района.
Согласно данным 1966 года посёлок Лебедевка входил в состав Коробицинского сельсовета.
Согласно данным 1973 и 1990 годов посёлок Лебедевка входил в состав Красносельского сельсовета.
17 июня 1992 года решением Малого Совета Леноблсовета № 100 земли деревни Лебедевка была переданы из состава Приозерского района в ведение Красносельского сельсовета Выборгского района.
В 1997 году в посёлке Лебедевка Красносельской волости проживали 16 человек, в 2002 году — 27 человек (русские — 96 %).
В 2007 году в посёлке Лебедевка Красносельского СП проживали 10 человек, в 2010 году — постоянного населения не было.

## География
Посёлок расположен в восточной части района к северу от автодороги 41К-017 (Пески — Сосново — Подгорье).
Расстояние до административного центра поселения — 29 км. 
Расстояние до ближайшей железнодорожной станции Сосново — 50 км. 
Посёлок находится на южном берегу озера Красное.

## Демография
| 2007 | 2010 | 2017 | 2021 |
| ---- | ---- | ---- | ---- |
| 10   | ↘0   | ↗12  | ↗26  |

## Улицы
Красная, Солнечная, Спортивная, Цветочная, Ягодная.